# Grizzlies de l'Utah (1994-2005)
Pour les articles homonymes, voir Grizzlies de l'Utah.
Les Grizzlies de l’Utah sont une franchise de hockey sur glace de la Ligue internationale de hockey puis de la Ligue américaine de hockey qui jouait à Salt Lake City dans l’État de l’Utah aux États-Unis. Sa patinoire était l’E Center.

## Historique
L’équipe fait ses débuts sous le nom de Grizzlies de Denver dans la Ligue internationale de hockey en 1994. L’équipe alors dans la ville de Denver au Colorado, finit première de la division lors de cette saison et parvient même à la finale des séries éliminatoires. Ils gagnent dès leur première saison la Coupe Turner mais sont obligés de déménager en prévision de l’arrivée des Nordiques de Québec de la Ligue nationale de hockey. Ces derniers prennent alors le nom de l’Avalanche du Colorado. Dans sa nouvelle ville, l'équipe gagne encore une fois la Coupe Turner.
L’équipe joue jusqu’en 2001 dans la LIH et lorsque cette dernière arrête ses activités, les Grizzlies intègrent la Ligue américaine de hockey. L’équipe met fin à ses activités en 2005 lorsque les propriétaires de la franchise trouvent un repreneur. Le repreneur arrive en mai 2006 en la personne de Dan Gilbert propriétaire des Cavaliers de Cleveland de la  NBA qui décide de racheter une franchise afin de remplacer les Barrons de Cleveland. La nouvelle équipe de Cleveland prendra donc la suite des Grizzlies pour la saison 2007-2008 sous le nom de Monsters du lac Érié.
La ville de Salt-Lake City ne reste pas longtemps sans équipe de hockey sur glace et une nouvelle équipe sous le même nom (voir Grizzlies de l'Utah) mais dans l’ECHL.

Logo des Grizzlies de Denver

## Statistiques
Cette section présente les résultats des Grizzlies entre 1994 et 2005, que ce soit dans la ville de Denver ou de Salt-Lake City.

### Ligue internationale de hockey
| No | Saison    | PJ | V  | D  | N  | BP  | BC  | Pts | Classement         | Séries éliminatoires                                                                                      |
| -- | --------- | -- | -- | -- | -- | --- | --- | --- | ------------------ | --- |
| 1  | 1994-1995 | 81 | 57 | 18 | 6  | 339 | 235 | 120 | 1er division ouest | 3-0, Moose du Minnesota 4-1, RoadRunners de Phoenix 4-1, Admirals de Milwaukee 4-0, Blades de Kansas City |
| 2  | 1995-1996 | 82 | 49 | 29 | 4  | 291 | 232 | 102 | 2e division ouest  | 3-2, Kansas City Blades 4-3, Rivermen de Peoria 4-2, Thunder de Las Vegas 4-0, Solar Bears d'Orlando      |
| 3  | 1996-1997 | 82 | 43 | 33 | 6  | 259 | 254 | 92  | 3e division ouest  | 3-0, Blades de Kansas City 0-4, Ice Dogs de Long Beach                                                    |
| 4  | 1997-1998 | 82 | 47 | 27 | 8  | 276 | 234 | 102 | 3e division ouest  | 1-3, Blades de Kansas City                                                                                |
| 5  | 1998-1999 | 82 | 39 | 34 | 9  | 244 | 254 | 87  | 3e division ouest  | Non qualifiés                                                                                             |
| 6  | 1999-2000 | 82 | 45 | 25 | 12 | 265 | 220 | 102 | 2e division ouest  | 1-4, Aeros de Houston                                                                                     |
| 7  | 2000-2001 | 82 | 38 | 36 | 8  | 208 | 220 | 84  | 4e division ouest  | Non qualifiés                                                                                             |

### Ligue américaine de hockey
| No | Saison    | PJ | V  | D  | N | DP | BP  | BC  | Pts | Classement        | Séries éliminatoires                   |
| -- | --------- | -- | -- | -- | - | -- | --- | --- | --- | ----------------- | -------------------------------------- |
| 8  | 2001-2002 | 80 | 40 | 29 | 6 | 5  | 240 | 225 | 91  | 3e division ouest | 2-3, Aeros de Houston                  |
| 9  | 2002-2003 | 80 | 37 | 34 | 4 | 5  | 227 | 243 | 83  | 5e division ouest | 0-2, Penguins de Wilkes-Barre/Scranton |
| 10 | 2003-2004 | 80 | 27 | 42 | 6 | 5  | 162 | 230 | 65  | 7e division ouest | Non qualifiés                          |
| 11 | 2004-2005 | 80 | 23 | 50 | 5 | 2  | 156 | 265 | 53  | 7e division ouest | Non qualifiés                          |

## Records d’équipe
Kip Miller est le meilleur buteur et pointeur sur une saison (en 1994-95) avec 46 buts et 106 points.